# Geráki (Laconie)
Geráki (grec moderne : Γεράκι / Yeráki) est un village de Laconie dans le Péloponnèse, en Grèce. Situé à 333 m d'altitude, il compte 1 252 habitants (2011).
Il est renommé pour ses nombreuses églises byzantines et pour la forteresse médiévale remontant à la baronnie de Geráki dépendant de la principauté d'Achaïe.